# Daniel Halfar
Daniel Halfar (Mannheim, 7 januari 1988) is een Duitse voetballer die bij voorkeur op het middenveld speelt.

## Carrière

### Jeugd
Halfar begon met voetballen bij Phönix Mannheim, waarna hij in 1997 overstapte naar profclub 1. FC Kaiserslautern. Als U-17 speler won hij in 2005 de zilveren Fritz Walter Medaille.

### 1. FC Kaiserslautern
Bij 1. FC Kaiserslautern begon hij in het seizoen 2005/06 in het tweede team van de club dat uitkwam in de Regionalliga. Op 11 december 2005 maakte hij tegen FC Bayern München zijn debuut in de Bundesliga. Eind 2005 tekende hij bij de club een profcontract tot 30 juni 2010. Zijn eerste twee Bundesliga doelpunten maakte hij op 4 februari 2006 in de wedstrijd tegen MSV Duisburg, hiermee werd hij de jongste doelpuntenmaker in de Bundesliga voor 1. FC Kaiserslautern (18 jaar, 28 dagen). Tot nu toe is hij tevens de jongste speler in de Bundesliga die tweemaal wist te scoren in een wedstrijd.
Na een operatie ondergaan te hebben, keerde Halfar in juli 2007 terug op het trainingsveld. Een paar dagen later werd hij om disciplinaire redenen uit het eerste elftal gezet.

### Arminia Bielefeld
Eind augustus 2007 maakte hij de overstap naar 2. Bundesligaclub Arminia Bielefeld. In 2009 wist hij met de club te promoveren naar het hoogste niveau. Uiteindelijk wist Halfar 73 wedstrijden voor de club te spelen, waarin hij eenmaal scoorde.

### TSV 1860 München
In de zomer van 2010 maakte Halfar de overstap naar TSV 1860 München, waar hij een tweejarig contract tekende. Hij maakte zijn debuut in de wedstrijd tegen VfL Osnabrück.
Bij de club won hij de strijd om een basisplaats op de positie van linkermiddenvelder. Aan het begin van het seizoen stond hij echter nog twee maanden aan de kant als gevolg van een scheurtje in zijn rechtervoet. In het seizoen kwam hij 23 keer in actie voor de club waarin hij twee doelpunten wist te maken en 9 assist afleverde. In het seizoen 2012/13 kwam Halfar tot 27 wedstrijden voor de club in de 2. Bundesliga.

### 1. FC Köln
In 2013 transfereerde Halfar van Müncen naar 1. FC Köln, waar hij voor drie jaar kon tekenen. Hij scoorde op 1 maart 2014 zijn eerste twee doelpunten voor de club, in een wedstrijd tegen Erzgebirge Aue. Aan het einde van het seizoen wist hij met de club te promoveren naar de Bundesliga.

## Interlandcarrière
Halfar kwam uit voor verschillende Duitse jeugdselecties. In het U-21-elftal wist hij tweemaal een doelpunt te maken in drie wedstrijden.

## Erelijst
1. FC Köln
- 2014: Kampioen 2. Bundesliga en promotie naar de Bundesliga

1 Schwäbe ·
2 Schmied ·
3 Heintz ·
4 Hübers  ·
5 Soldo ·
6 Martel ·
7 Ljubičić ·
8 Huseinbašić ·
9 Waldschmidt ·
11 Kainz ·
12 Nickisch ·
13 Uth ·
15 Kilian ·
16 Obuz ·
17 Paçarada ·
19 Lemperle ·
20 Pentke ·
21 Tigges ·
22 Christensen ·
24 Pauli ·
25 Gazibegović ·
29 Thielmann ·
34 Harchaoui ·
35 Finkgräfe ·
37 Maina ·
42 Downs ·
43 Čuber Potočnik ·
44 Köbbing ·
47 Olesen ·
Coach: Struber